# Kim Gwong-Hyong
Kim Gwong-Hyong (Corea del Norte, 1 de marzo de 1946) es un deportista norcoreano retirado especialista en lucha libre olímpica donde llegó a ser medallista de bronce olímpico en Múnich 1972.

## Carrera deportiva
En los Juegos Olímpicos de 1972 celebrados en Múnich ganó la medalla de bronce en lucha libre olímpica de pesos de hasta 52 kg, tras el luchador japonés Kiyomi Kato (oro) y el soviético Arsen Alakhverdiyev (plata).